# Olărit

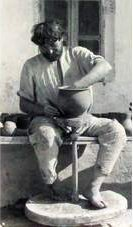
Olar din Chișinău, în jur de 1900. Roata învârtită direct cu piciorul

Olăritul este tehnica confecționării oalelor și a altor obiecte din argilă arsă.
Se consideră că fabricarea ceramicii a început în neolitic, în Orientul Apropiat (Fenicia-Byblos, Iran și Siria) și în Japonia, în jur de 8.000 i.e.n., deci ceva mai târziu, comparativ cu cultivarea plantelor sau creșterea animalelor.
Materia primă utilizată în olărit este, în special, așa-zisul lut galben. Pregătirea materialului are în vedere îmbunătățirea calității acestuia prin mai multe operații: se curăță lutul de corpuri străine, se taie, se lasă să se dospească și se frământă, pentru omogenizarea argilei.

## Tehnici de modelare a ceramicii

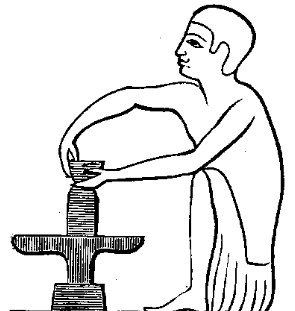
Reprezentare din Egiptul antic. Roata este învârtită cu mâna

În epoca neolitică au existat, în principal, 3 tehnici de modelare:
- frământarea unui boț de lut și scobirea lui, tehnică folosită la vasele de dimensiuni foarte mici, mai degrabă miniaturale.
- tehnica au columbin. Se realiza mai întâi fundul rotund și plat al vasului peste care se așezau colăcei din lut cu diametru variabil. Ultima operație era netezirea pereților atât la exterior, cât și în interiorul vasului.
- construirea vasului din fâșii, din benzi de argilă, care se lipeau de fundul vasului.

Ulterior au apărut și alte tehnici de modelare: cu roata olarului sau prin turnarea în tipare. Deși era cunoscută în Grecia antică încă din epoca bronzului, roata olarului a apărut târziu în spațiul balcanic, pe la 450 i.e.n, deci în epoca La Tène. Tiparele sunt atestate pentru prima oară tot în La Tène. În neolitic au fost folosite în exclusivitate doar primele trei tehnici de modelare.
După modelarea vasului respectiv acesta este pus în cuptoare speciale, pentru a fi arse. Vasele scoase din cuptor se lustruiesc și vasul este finalizat.
În ziua de azi această meserie este pe cale de dispariție. 

## Decorarea și lustruirea
Ceramica poate fi decorată în multe moduri diferite. Unele decorațiuni se pot face înainte sau după ardere.

### Decorarea
- Pictura

Aceasta a fost folosită încă de la începutul timpurilor preistorice și poate fi foarte elaborată. Pictura este adesea aplicată pentru ceramică care a fost arsă o dată și poate fi apoi suprapusă cu glazură după aceea. Mulți pigmenți își schimbă culoarea când sunt arși, iar pictorul trebuie să permită acest lucru.
- Ceramica glazură

Este poate cea mai comună formă de decorare, care servește, de asemenea, ca o protecție a ceramicii, prin faptul că este mai dură și menținând lichidul din penetrarea ceramicii.
- Sculptarea

Vasele de ceramică pot fi decorate prin sculptură superficială a obiectului de lut, de obicei cu un cuțit sau un instrument similar folosit pe o roată. Acest lucru este obișnuit în porțelanul chinezesc din perioadele clasice.
- Încălzirea

Suprafeța obiectelor de ceramică poate fi lustruită înainte de ardere prin frecare cu un instrument adecvat din lemn, oțel sau piatră pentru a produce o finisare lustruită care rezistă arderii. Este posibil să se producă produse foarte lustruite atunci când se folosesc argile fine sau când lustruirea este efectuată pe mărfuri care au fost parțial uscate și conțin puțină apă, deși mărfurile în această stare sunt extrem de fragile și riscul de rupere este ridicat.
- Terra Sigillata

Aceasta este o formă antică de decorare a ceramicii care a fost dezvoltată pentru prima dată în Grecia Antică.
- Aditivii

Aceștia pot fi prelucrați în corpul de lut înainte de formare, pentru a produce efectele dorite în produsele arse. Aditivii aspri, cum ar fi nisipul și grogul (argila arsă care a fost măcinată fin) sunt uneori folosite pentru a da produsului final o textură necesară. Contrastul de argile colorate și groguri sunt uneori folosite pentru a produce modele în mărfurile finite. Coloranți, de obicei oxizi de metal și carbonați, se adaugă individual sau în combinație pentru a obține o culoare dorită. Particulele combustibile pot fi amestecate cu corpul sau presate în suprafață pentru a produce textura.
- Litografie

Mai este numită și litho, deși numele alternative de tipărire a transferului sau "decal" sunt de asemenea comune. Acestea sunt folosite pentru a aplica desenele pe articole. Litiul cuprinde trei straturi: culoarea sau imaginea, stratul care cuprinde designul decorativ; stratul de acoperire, un strat protector transparent, care poate încorpora o sticlă cu punct de topire scăzut; și hârtia de susținere pe care este imprimat desenul prin serigrafie sau litografie. Există diverse metode de transferare a designului în timp ce se scoate hârtia de suport, unele dintre acestea fiind potrivite la aplicarea mașinii.

## Galerie de imagini

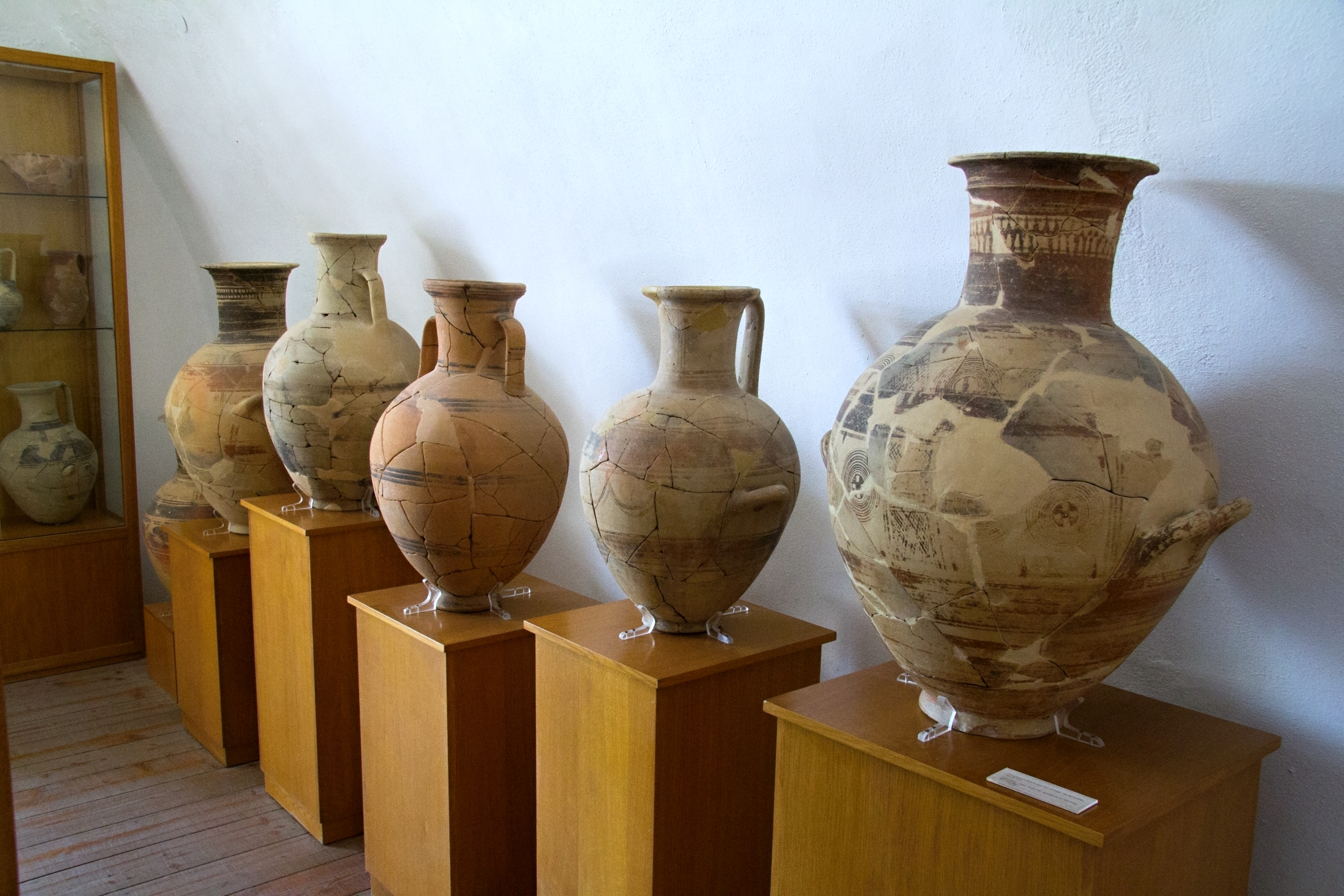
Amfore (cu motive geometrice) reconstituite, din Grecia Antică
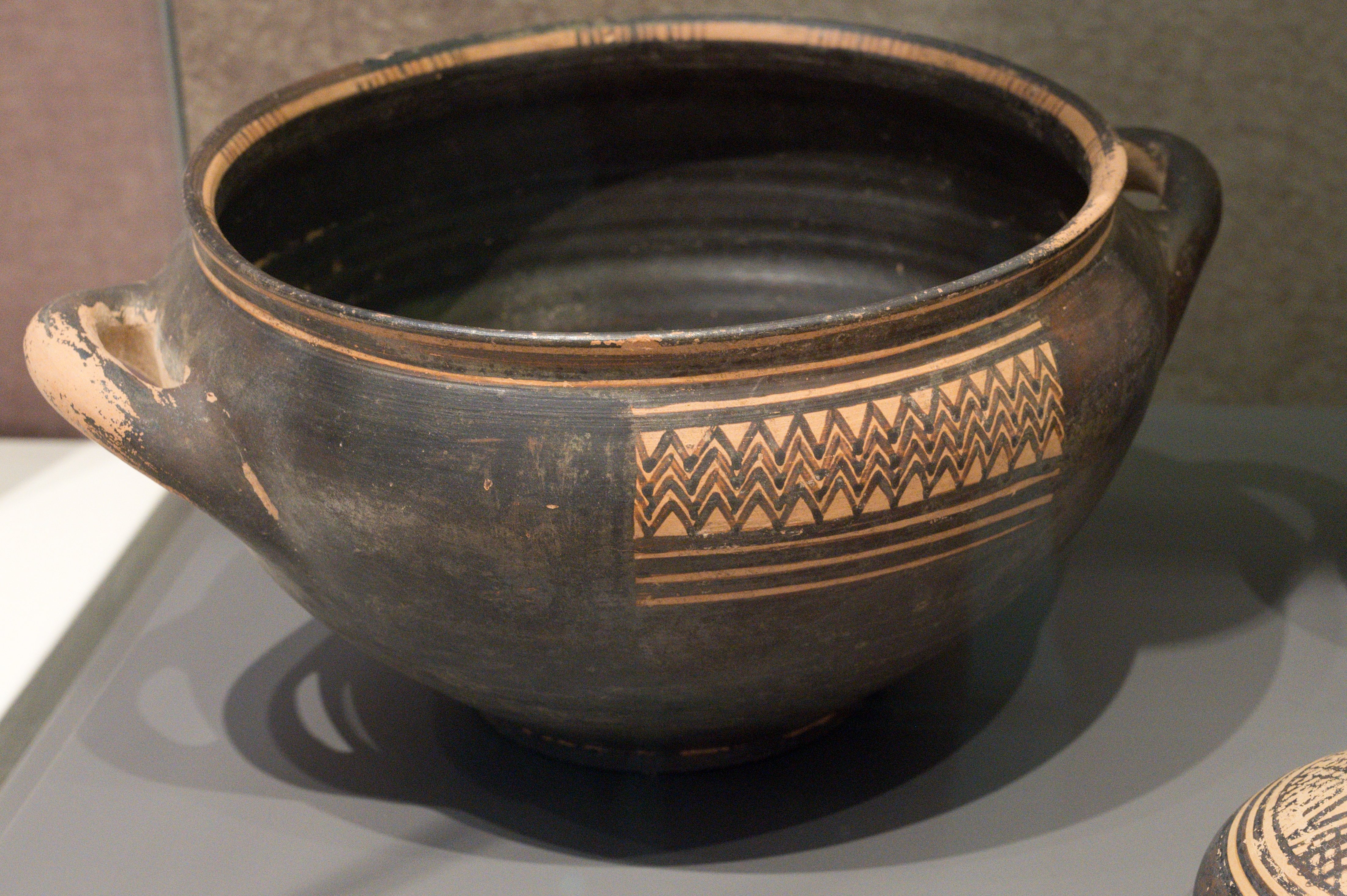
Motive geometrice din Corint
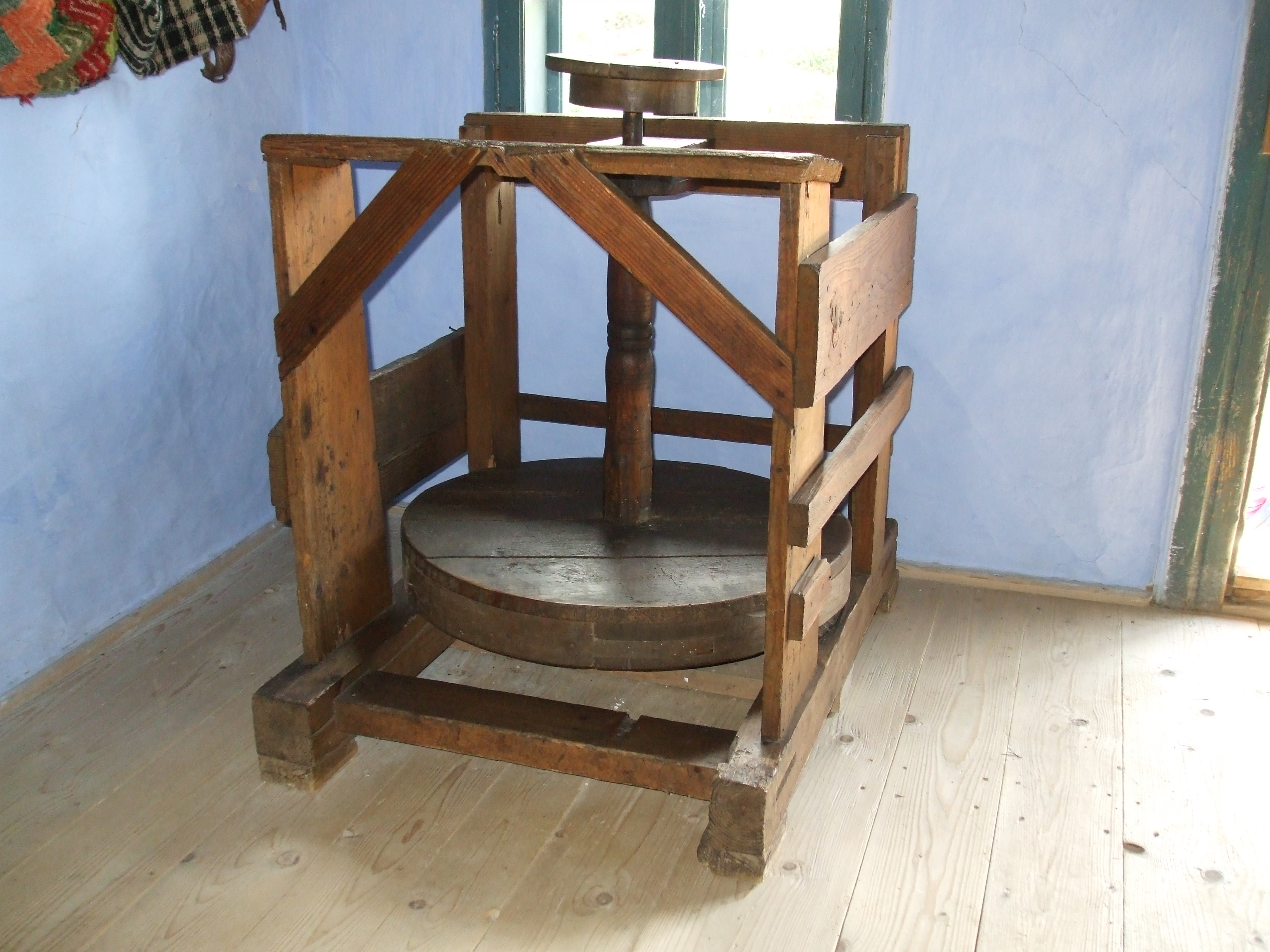
Roata olarului din Josenii Bârgăului, Muzeul Etnografic al Transilvaniei, Cluj-Napoca
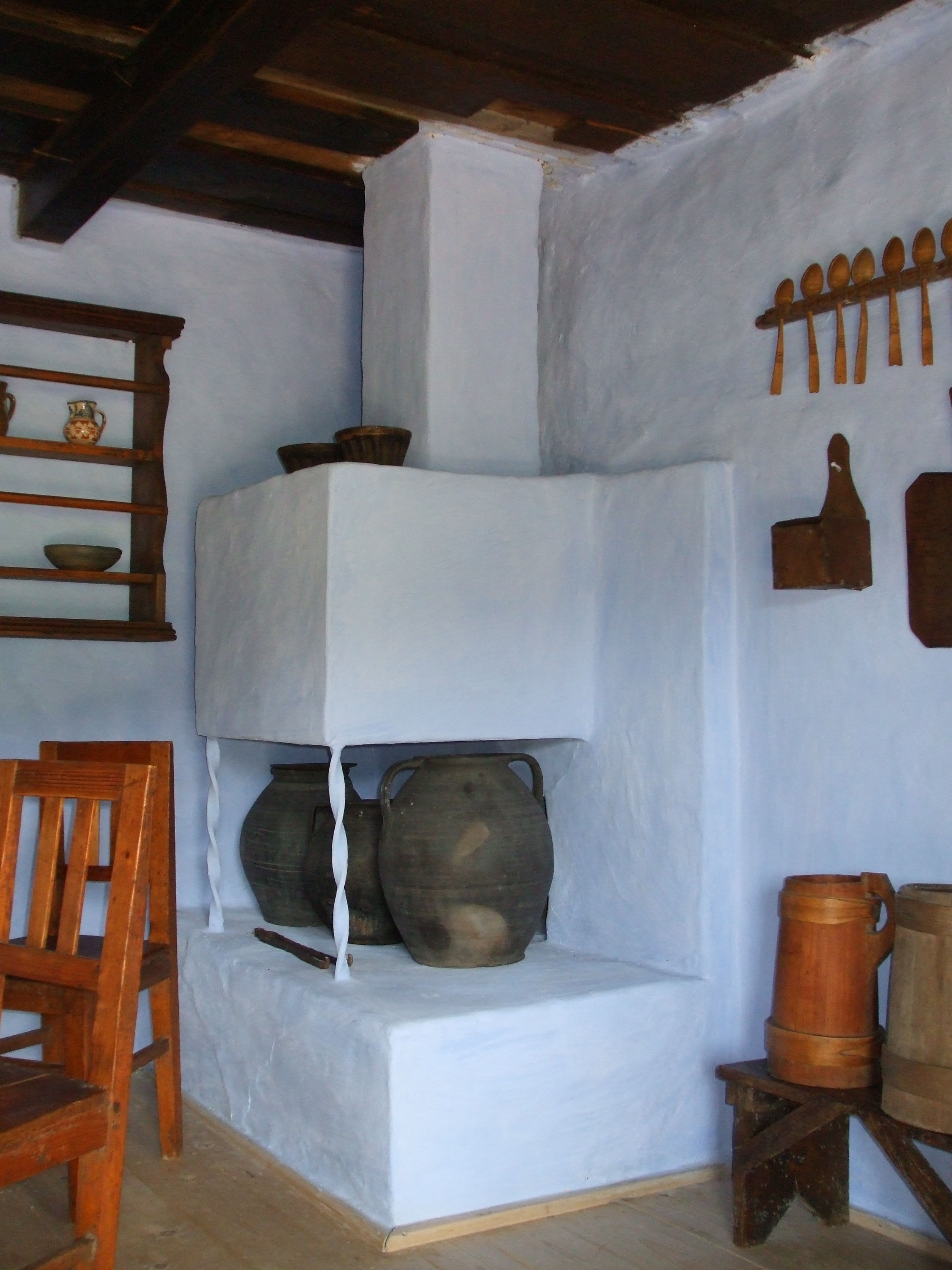
Josenii Bârgăului-Vatră pentru gătit din casa olarului din Josenii Bârgăului, Muzeul Etnografic al Transilvaniei, Cluj-Napoca
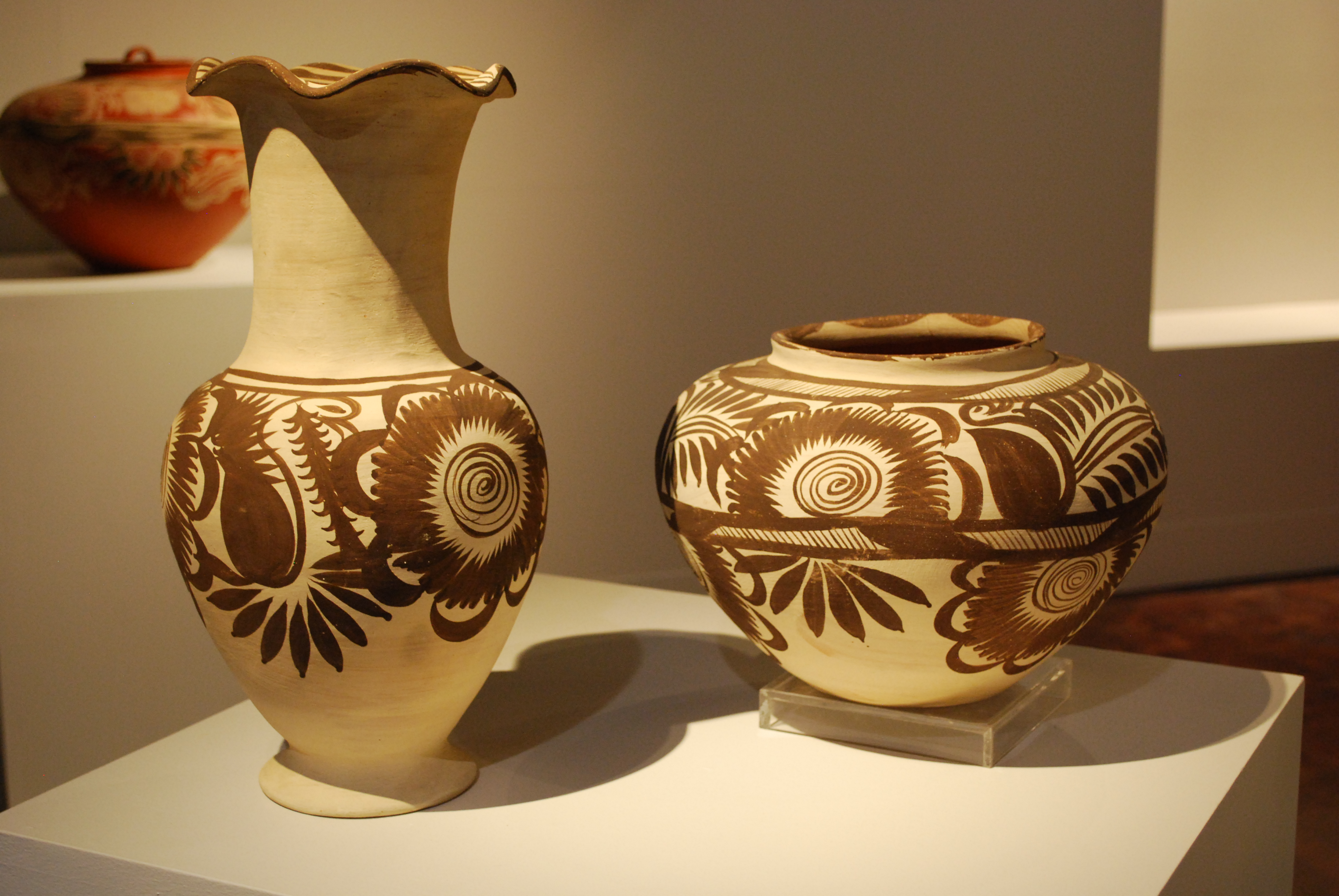
Ceramică contemporană din Statul Hidalgo, Mexic
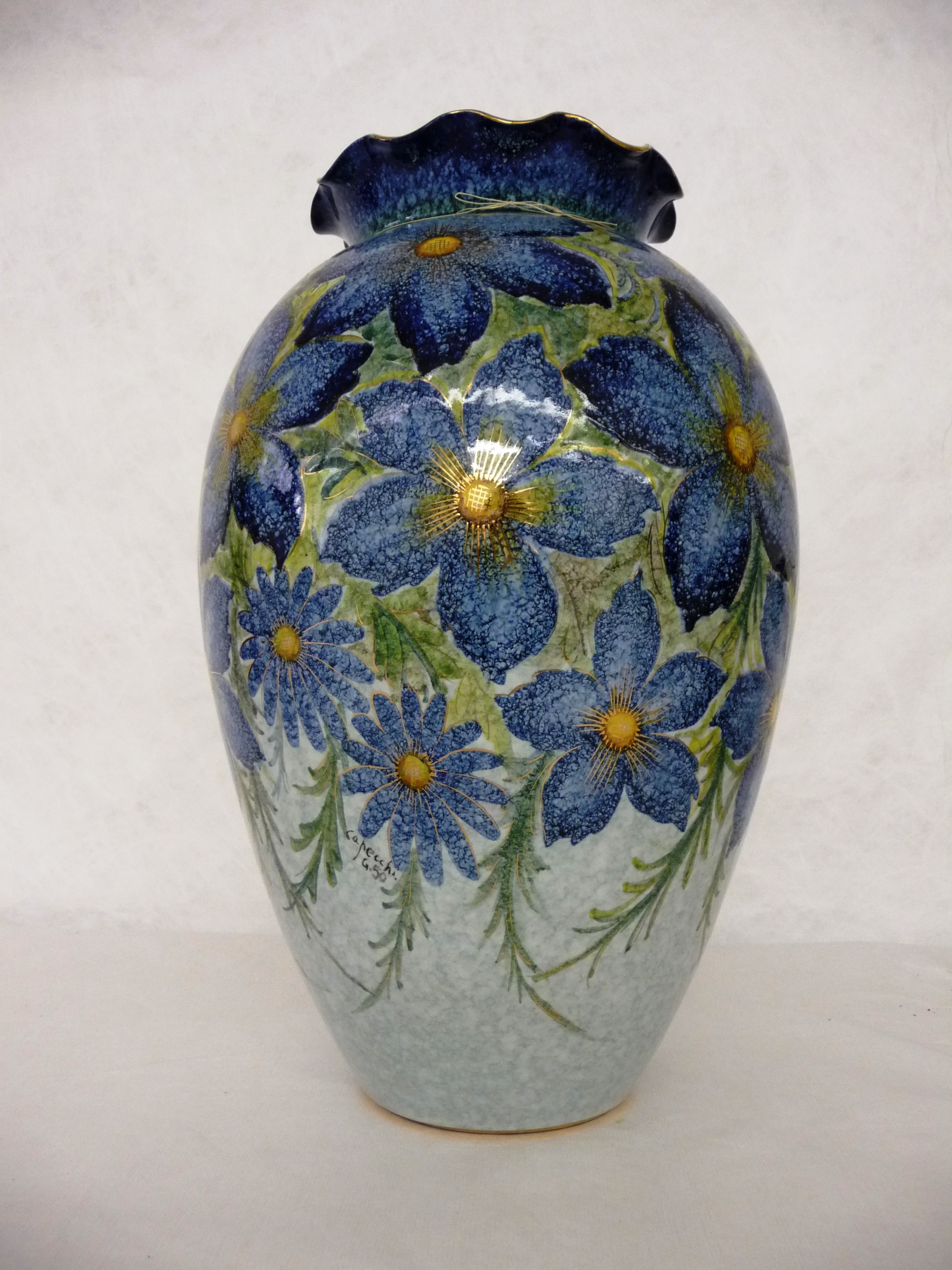
Vază italiană de faianță roșie acoperită cu glazură albastră deschisă